# Ángela Vallina

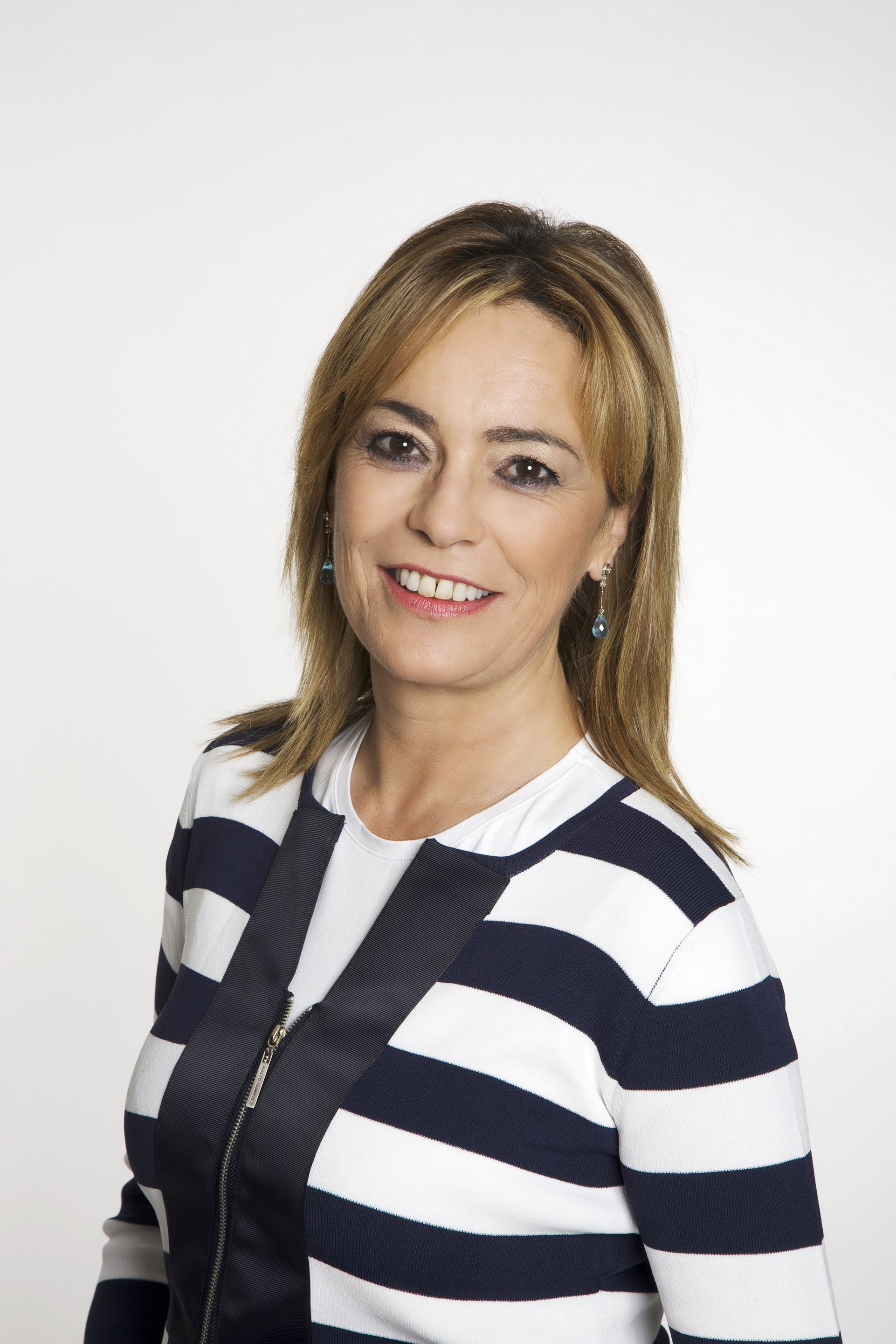
Ángela Vallina

Ángela Vallina de la Noval (* 6. Juli 1959 in Castrillón, Asturien) ist eine spanische Politikerin der Izquierda Unida, Abgeordnete und Sprecherin dieser Partei in der Generalversammlung von Asturien. Von 2003 bis 2004 und von 2007 bis 2014 war sie Bürgermeisterin von Castrillón und von 2014 bis 2019 Mitglied des Europäischen Parlaments. Dort war sie Mitglied des Ausschusses für regionale Entwicklung und des Ausschusses für die Rechte der Frau und die Gleichstellung der Geschlechter.

## Leben

### Ausbildung
Ángela Vallina verbrachte einen Teil ihrer Grundschulzeit in der Paula Frassinetti Schule. Sie studierte Kinderheilkunde und Geschichte an der Universität von Oviedo. Beruflich war sie Mitinhaberin eines Geschenk- und Dekorationsgeschäfts und leitete später ein familieneigenes Transportunternehmen.

### Lokalpolitik
1999 war sie Kandidatin bei den Kommunalwahlen in Castrillón auf der Liste der Izquierda Unida de Asturias (IU). 2003 wurde sie zum ersten Mal zur Bürgermeisterin gewählt, obwohl sie 2004 durch einen Misstrauensantrag aus der Regierung abgewählt worden war. Nach den Kommunalwahlen 2007, bei denen die IU den zweiten Platz belegte, wurde Vallina erneut Bürgermeisterin. Im Jahr 2011 wurde die IU zur führenden politischen Kraft und Vallina wurde zur Bürgermeisterin wiedergewählt, wobei sie eine Minderheitsregierung führte.
Während ihrer Amtszeit wandte sie sich gegen nationale Infrastrukturprojekte, die sich stark auf das Kulturerbe ihrer Gemeinde auswirkten, und es gelang ihr, die schwerwiegenden Auswirkungen des Baus einer Schnellstraße auf eine wichtige mittelalterliche archäologische Stätte in Asturien, dem Castillo de Gauzón, zu verhindern. Im April 2014 reichte ein Umwelttechniker der Mancomunidad Comarca Avilés, dessen Arbeitszeit und Gehalt aufgrund einer Kürzung der wirtschaftlichen Ressourcen der Gemeinden gekürzt worden war, bei der Aufsichtsbehörde für Arbeit und soziale Sicherheit eine Beschwerde gegen Vallina wegen angeblicher Schikanen ein. Ein Dutzend Umweltgruppen schickte ein Beschwerdebrief an den damaligen IU-Koordinator Cayo Lara und warnte vor den angeblichen Schikanen.
Ángela Vallina war Präsidentin der Comisión de los Municipios Costeros de la Federación Asturiana de Municipios (Kommission der Küstengemeinden des asturischen Gemeindeverbands), in dem sie auch zweite Vizepräsidentin ist. Auf nationaler Ebene hatte sie den Vorsitz der Comisión de Mancomunidades de la Federación Española de Municipios y Provincias (Kommission der Gemeinden des spanischen Gemeinde- und Provinzialverbands) (FEMP) inne und war Ratsmitglied in der Hafenverwaltung von Avilés. Außerdem war sie Mitglied des Beirats des öffentlichen Rundfunksenders Radiotelevisión del Principado de Asturias (RTPA).

### Europäisches Parlament
Bei den Europawahlen 2014 in Spanien kandidierte sie auf Platz 6 der Liste Izquierda Plural und wurde in das Europäische Parlament gewählt, worauf sie ihr Amt als Bürgermeisterin aufgab. Yasmina Triguero Estévez wurde am 14. Juni 2014 als neue Bürgermeisterin vereidigt. Als Mitglied der Linken im Europäischen Parlament – GUE/NGL saß sie im Europäischen Parlament im Ausschuss für regionale Entwicklung (REGI), im Ausschuss für die Rechte der Frau (FEMM) und im Petitionsausschuss (PETI) sowie in der Delegation der Europäischen Union für Palästina (DPLC). Die MdEP-Überwachungsplattform VoteWatch gab Vallina eine Anwesenheitsquote von 68,65 % bei den Plenarsitzungen im Jahr 2017, die niedrigste unter den spanischen Abgeordneten.